# Pedro Lucas Tápias Obermüller
Pedro Lucas Tápias Obermüller (Baixo Guandu, 26 de julho de 2002), mais conhecido como Pedro Lucas, é um futebolista brasileiro que atua como meia-atacante. Atualmente está no Operário Ferroviário.

## Carreira

### Início
Natural de Baixo Guandu, Espírito Santo, Pedro Lucas chamou a atenção de Ronaldo Nazário aos nove anos de idade, após seu pai publicar vídeos dele jogando nas redes sociais. Ele chegou a passar uma semana em período de testes no Real Madrid, com apoio do próprio Ronaldo.

### Grêmio
Em fevereiro de 2014, aos 12 anos, Pedro Lucas acertou com as categorias de base do Grêmio, com início no mês de março. Em 31 de agosto de 2018, assinou seu primeiro contrato profissional com o clube, com multa rescisória de 40 milhões de euros.
Em 28 de novembro de 2020, renovou seu contrato com o clube até 2024. Sua estreia no time principal ocorreu em 3 de março de 2021, entrando no segundo tempo da vitória por 4–1 sobre o Grêmio Esportivo Brasil, pelo Campeonato Gaúcho.
Seu primeiro gol como profissional veio em 22 de março de 2021, no empate por 1–1 fora de casa contra o São José-RS. Após seis partidas no Campeonato Gaúcho de 2021, voltou a atuar pelo time sub-23 durante o restante da temporada.
Em 2022, retornou ao elenco principal, atuando como reserva durante a campanha do acesso do clube na Série B.

#### Empréstimo ao Ceará
Em 13 de fevereiro de 2023, foi anunciado pelo Ceará, também da Série B, por empréstimo até o fim da temporada. Estreou na Copa do Nordeste, sob o comando de Gustavo Morínigo. Após poucas oportunidades com Guto Ferreira, ganhou espaço nas rodadas finais da Série B sob comando de Vagner Mancini.

## Seleção
Em outubro de 2019, após disputar amistosos ao longo do ano, foi convocado para a Copa do Mundo FIFA Sub-17 de 2019 como substituto de Reinier. Após começar como reserva, participou das quatro partidas finais da campanha vitoriosa da Seleção Brasileira.

## Títulos
Operário Ferroviário
- Campeonato Paranaense: 2025

Grêmio
- Campeonato Gaúcho: 2021, 2022 e 2024
- Recopa Gaúcha: 2021

Ceará
- Copa do Nordeste: 2023

Seleção Brasileira Sub-17
- Copa do Mundo FIFA Sub-17: 2019